# 约翰·尼科尔森 (政治人物)

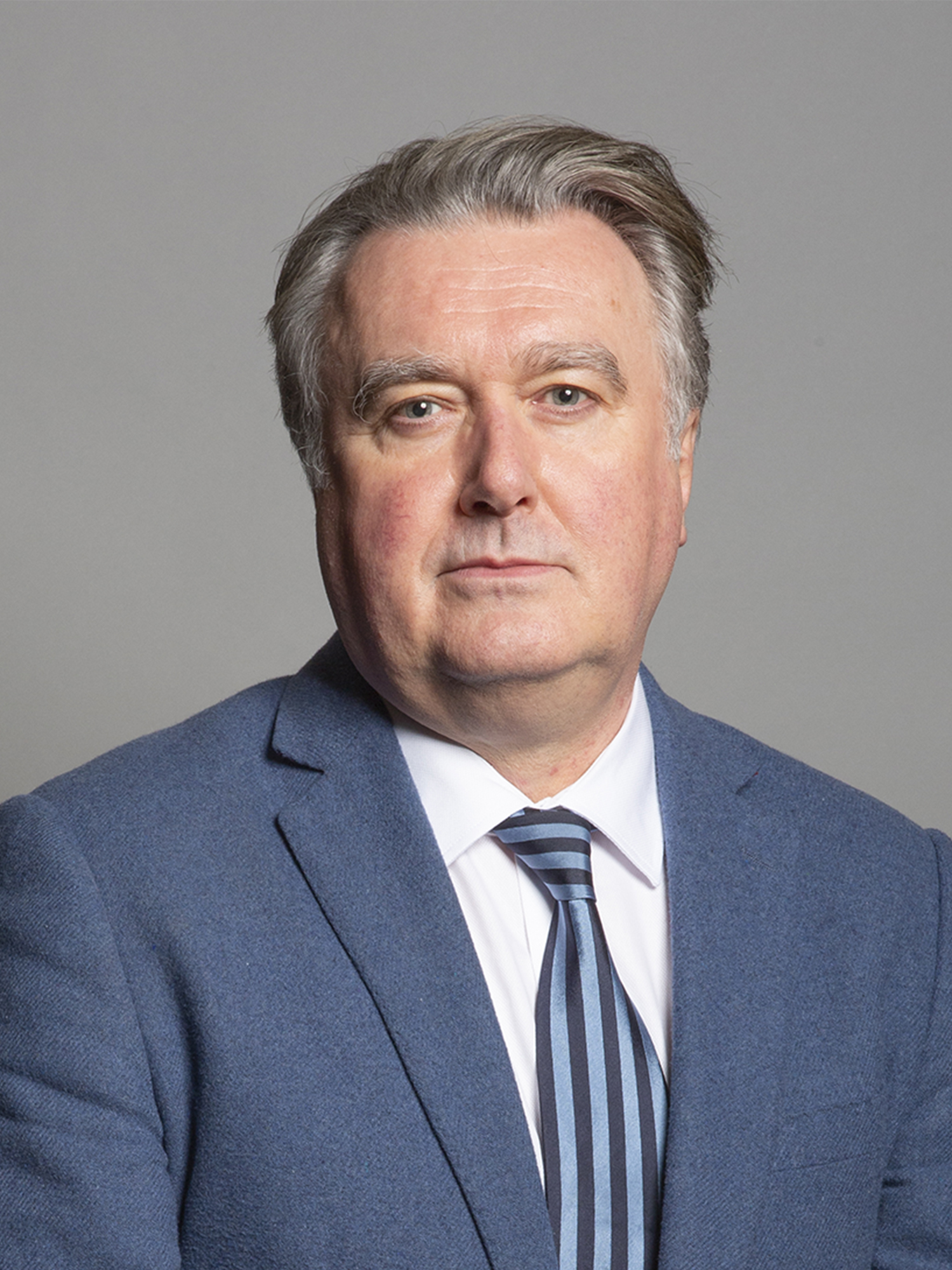
約翰·尼科爾森

約翰·尼科爾森（John Nicolson，1961年6月23日—）是一位蘇格蘭政治人物，他的黨籍是蘇格蘭民族黨。由2015年至2017年，他擔任東鄧巴頓郡選區選出的國會議員。他曾經是一位電視節目主持人。